# Capacità di agire
Salvo le leggi speciali che stabiliscono un'età inferiore in materia di capacità a prestare il proprio lavoro.
In tal caso il minore è abilitato all'esercizio dei diritti e delle azioni che dipendono dal contratto di lavoro.»
(Articolo 2 del Codice civile italiano)
La capacità di agire, nell'ordinamento giuridico italiano, indica l'idoneità del soggetto a porre validamente in essere atti idonei ad incidere sulle posizioni giuridiche soggettive di cui è titolare.

## La capacità di agire nel diritto romano
I Romani accordavano la capacità d'agire, nel diritto privato, alle persone fisiche, indipendentemente dal possesso o meno della capacità giuridica. Adunque, anche lo schiavo poteva compiere atti giuridici, la cui validità soggiaceva alla condizione che tali atti non procurassero nocumento al patrimonio del soggetto cui sottostava. Nel diritto romano le cause preclusive e limitative della capacità d'agire avevano riguardo all'età, al sesso femminile, all'infermità e alla prodigalità.

## Analisi dell'istituto

### La capacità d'agire delle persone fisiche
Nell'ordinamento italiano tutti coloro che si trovano sul territorio dello Stato, anche se stranieri – i quali, ai sensi dell'articolo 2, comma 1, del decreto legislativo n. 286/1998, sono titolari dei «diritti fondamentali della persona umana previsti dalle norme di diritto interno, dalle convenzioni internazionali in vigore e dai principi di diritto internazionale generalmente riconosciuti» – hanno piena capacità giuridica, mentre la capacità d'agire si acquista al compimento della maggiore età e può essere limitata o revocata in sede giurisdizionale (per esempio con una sentenza di inabilitazione, ovvero con una sentenza d'interdizione).
Prima dell'emanazione della legge n. 39 del 1975, la capacità d'agire si acquistava al compimento del ventunesimo anno d'età. Con l'entrata in vigore della predetta legge, il cui primo articolo modificò l'articolo 2 del codice civile, si fece coincidere l'acquisto della capacità d'agire col conseguimento del diciottesimo anno d'età. L'articolo 2 del codice civile presume che al compimento dei diciott'anni il soggetto abbia raggiunto la necessaria maturità psicofisica per esercitare autonomamente i diritti e adempiere gli obblighi senza turbare il corretto andamento ordinamentale.
Il possesso della capacità legale d'agire è requisito di validità degli atti negoziali (cosiddetta capacità negoziale), i quali sono annullabili se il soggetto che li ha posti in essere era sprovvisto di tale qualità nel momento in cui ha emesso la propria dichiarazione di volontà. Adunque, gli atti negoziali stipulati dal soggetto capace d'agire, a prescindere dalla sua effettiva maturità psicofisica, sono validi, salvo il caso in cui questo si trovi in uno stato d'incapacità naturale o di fatto nel momento della manifestazione della volontà negoziale. In tale situazione, l'articolo 428 c.c., con alcune cautele ed entro limiti ivi specificati, consente l'annullamento di atti compiuti da «persona che, sebbene non interdetta, si provi essere stata per qualsiasi causa, anche transitoria, incapace d'intendere o di volere al momento in cui gli atti sono stati compiuti».
Per la validità degli atti giuridici in senso stretto o meri atti, non è necessaria la capacità d'agire, ma è necessario che il suo autore, nel momento in cui ha posto in essere l'atto, sia capace d'intendere e volere.
La capacità legale d'agire non è, inoltre, presupposto affinché un soggetto che col proprio contegno colposo o doloso abbia commesso un atto illecito – cagionando così un danno ingiusto risarcibile ex articolo 2043 c.c. – possa essere chiamato a rispondere delle relative conseguenze. Difatti, ai sensi dell'articolo 2046 c.c., l'obbligazione risarcitoria sorge in capo a colui che «[...] aveva la capacità d'intendere o di volere al momento in cui [...] ha commesso [il fatto dannoso]» (cosiddetta capacità extranegoziale). In ragione di ciò, il soggetto danneggiato da un minorenne o da un interdetto può pretendere da quest'ultimo il risarcimento del pregiudizio patito ancorché si tratti di un soggetto legalmente incapace se si accerta la sua capacità d'intendere e volere nel momento in cui il fatto fu commesso.
È concezione invalsa quella di riconoscere anche all'incapace legale d'agire parziale autonomia nel campo degli atti non patrimoniali. Si ammette, infatti, che i soggetti in tutto o in parte incapaci d'agire possano esercitare direttamente i diritti strettamente legati alla persona e alle libertà fondamentali.
Il principio sancito dall'articolo 2 c.c. soffre alcune deroghe nelle ipotesi in cui la legge ammette eccezionalmente anche i minorenni a concludere atti negoziali validi. I soggetti infradiciottenni sono inoltre ammessi a concludere i piccoli negozi della vita quotidiana consistenti in contratti aventi modico valore economico, salvo il caso in cui questi possano arrecare pregiudizio agli interessi del minore. L'assunto si regge sulla presunzione giuridica che il minore, concludendo il negozio, non agisca in nome proprio, ma in quello dei genitori. Difatti, ai sensi dell'articolo 1389 c.c., affinché il contratto concluso col terzo da un rappresentante sia valido, è sufficiente che quest'ultimo possegga la capacità d'intendere e volere nel momento della conclusione del negozio giuridico, essendo richiesta solamente al rappresentato la capacità legale d'agire.
Sempre l'articolo 2 c.c., al secondo e al terzo comma – introdotti dalla legge n. 39/1975 –, fa salve le «leggi speciali che stabiliscono un'età inferiore in materia di capacità a prestare il proprio lavoro» e ammette il minore a esercitare i «diritti e le azioni che dipendono dal contratto di lavoro». La nuova disciplina è stata oggetto di aspri dibattiti fra i giuslavoristi: una parte della dottrina ritiene che il minorenne sia incapace di stipulare il contratto di lavoro, pur potendo esercitare autonomamente i relativi diritti e azioni. Un'altra parte della dottrina asserisce che debba ritenersi introdotta legislativamente la coincidenza fra capacità giuridica speciale o capacità al lavoro (regolata dal combinato disposto tra la legge n. 977/1967, modificata dal decreto delegato n. 345/1999 di attuazione della Direttiva n. 94/33/CE, e l'articolo 1, comma 622, della legge n. 296/2006 che ammette al lavoro il minorenne, purché abbia concluso il periodo d'istruzione obbligatoria e abbia compiuto il sedicesimo anno d'età) e capacità d'agire. Il difetto di capacità d'agire comporta l'annullabilità del contratto di lavoro e l'applicazione della disciplina del primo comma dell'articolo 2126 c.c., poiché la mancanza di capacità d'agire non comporta l'illiceità dell'oggetto del contratto di lavoro. Ergo, per il periodo in cui il rapporto ha avuto esecuzione, salvo il caso in cui l'oggetto o la causa siano illeciti, la nullità e l'annullamento del contratto di lavoro sono privi d'effetti.
Ai sensi dell'articolo 84, comma 2, c.c., su istanza dell'interessato, il tribunale per i minorenni, accertata la maturità psicofisica del richiedente e la fondatezza delle ragioni addotte, in casi eccezionali può ammettere al matrimonio chi abbia compiuto i sedici anni d'età. Col matrimonio il minorenne ottiene ipso iure l'emancipazione, consistente in un periodo intermedio di limitata capacità d'agire. La giurisprudenza è comunque restia a riconoscere come requisito sufficiente il solo fatto della gravidanza in corso, chiudendo così all'ipotesi di un matrimonio cosiddetto riparatore. L'emancipato è assistito dal curatore, ma, nel caso in cui il minore emancipato sia autorizzato dal tribunale all'esercizio di un'impresa commerciale (ma l'autorizzazione non è necessaria allorché il minore svolga attività entro l'impresa agricola per la mancanza della grave conseguenza del fallimento) ex articolo 320, comma 5, c.c., può compiere autonomamente atti eccedenti l'ordinaria amministrazione e atti estranei all'esercizio dell'impresa, acquistando così piena capacità d'agire nell'ambito del diritto patrimoniale, eccettuata la capacità a donare e a far testamento.
Il titolo XII del libro primo del codice civile è rubricato «Delle misure di protezione delle persone prive in tutto od in parte di autonomia» e prevede gli istituti dell'amministrazione di sostegno, dell'interdizione e dell'inabilitazione. Con l'introduzione di tali istituti giuridici il legislatore si preoccupa di rimediare alle più disparate ipotesi di deficienza psicofisica in cui può versare un soggetto. Con l'interdizione e l'inabilitazione si dà origine a situazioni giuridiche permanenti, seppur reversibili, connesse a patologie mentali, mentre l'amministrazione di sostegno è un istituto modulabile, volto a sopperire a transeunti periodi in cui il soggetto non possegga l'attitudine a provvedere ai propri interessi. Con la sentenza n. 440 del 9 dicembre 2005 la Corte costituzionale è intervenuta in materia precisando che il fatto che la legge n. 6 del 2004 sull'istituzione dell'amministrazione di sostegno non indichi i criteri per distinguere tale istituto da quello dell'interdizione e dell'inabilitazione non integra gli estremi dell'illegittimità costituzionale e che «da un lato, garantisce all'incapace la tutela più adeguata alla fattispecie e, dall'altro, limita nella minore misura possibile la sua capacità». La prima Sezione Civile della Corte Suprema di Cassazione ha inoltre aggiunto con la sentenza n. 13584 del 12 giugno 2006 che l'ambito di applicazione dell'amministrazione di sostegno, rispetto agli altri istituti ablativi della capacità, va individuato non tanto con riguardo al diverso grado di inettitudine ad attendere ai propri interessi del soggetto carente di autonomia, quanto considerando l'idoneità del nuovo istituto ad adeguarsi alle esigenze del caso concreto, in ragione della sua flessibilità e dell'agilità della procedura.
Accanto a questi istituti che rispondono a una logica protettiva del soggetto, si pone l'interdizione legale che risponde a una logica sanzionatoria derivando dal semplice fatto di essere condannati all'ergastolo o alla reclusione per un periodo non inferiore ai cinque anni per un reato doloso, salvo il caso in cui il condannato sia un minore degli anni diciotto. L'interdizione legale non è stabilita dalla sentenza di condanna, ma costituisce una pena accessoria e si applica ipso iure.
Si differenzia dai casi testé citati l'incapacità cosiddetta somatica legata a condizioni fisiche del soggetto. Ad esempio, l'analfabeta non potrebbe fare testamento segreto, poiché non sarebbe in grado di controllare il significato dell'altrui scrittura.
La capacità legale d'agire, essendo strettamente legata all'esistenza della persona fisica, si estingue per morte, la quale fa venire meno la personalità giuridica del soggetto. La legge n. 578 del 29 dicembre 1993 ha introdotto il criterio della morte legale identificandolo all'articolo 1 con «la cessazione irreversibile di tutte le funzioni dell'encefalo».

### La capacità d'agire delle persone giuridiche
Seppur gli interessi dell'ente siano gestiti attraverso persone fisiche che s'inseriscono nella loro struttura organizzativa (cosiddetti organi), si ritiene che le persone giuridiche non siano prive di capacità legale d'agire. Gli organi dell'ente sono parte di esso e si esclude la loro incapacità d'agire. Inoltre, gli organi fruiscono di minori limitazioni della capacità d'agire, giacché non possedendo le caratteristiche proprie della persona fisica, non sono soggetti alla disciplina dell'incapacità legale e naturale.

### La capacità di agire nella dogmatica giuridica[15]

#### Definizione di capacità d'agire nella dogmatica giuridica
Secondo una corrente dottrinale che fa capo al civilista Angelo Falzea, la capacità d'agire è la posizione del soggetto rispetto al fatto e indica l'attitudine del soggetto a porre in essere un atto giuridicamente valido.
La capacità d'agire è un effetto giuridico conseguente al raggiungimento della maggiore età e costituisce una posizione generale.

#### La capacità d'agire e l'incapacità d'agire generale e speciale
A differenza della capacità giuridica, in relazione alla capacità d'agire è ammissibile un'incapacità generale: il minorenne versa in stato d'incapacità d'agire generale.
La capacità di agire generale comporta l'esistenza d'incapacità d'agire speciale (il soggetto ha capacità d'agire generale, ma con riferimento a un atto o a una categoria d'atti versa in stato d'incapacità d'agire speciale). L'incapacità d'agire generale comporta ipotesi di capacità d'agire speciale (il soggetto non ha capacità d'agire generale, ma rispetto al singolo atto o rispetto a una categoria di atti ha capacità d'agire speciale).
È fondamentale stabilire quali siano le ipotesi speciali, perché queste costituiscono l'eccezione alle ipotesi generali e, come tutte le disposizioni eccezionali, non sono suscettibili d'estensione analogica ai sensi dell'articolo 14 delle disposizioni preliminari al codice civile.